# Hoeksche Waard (Gemeinde)

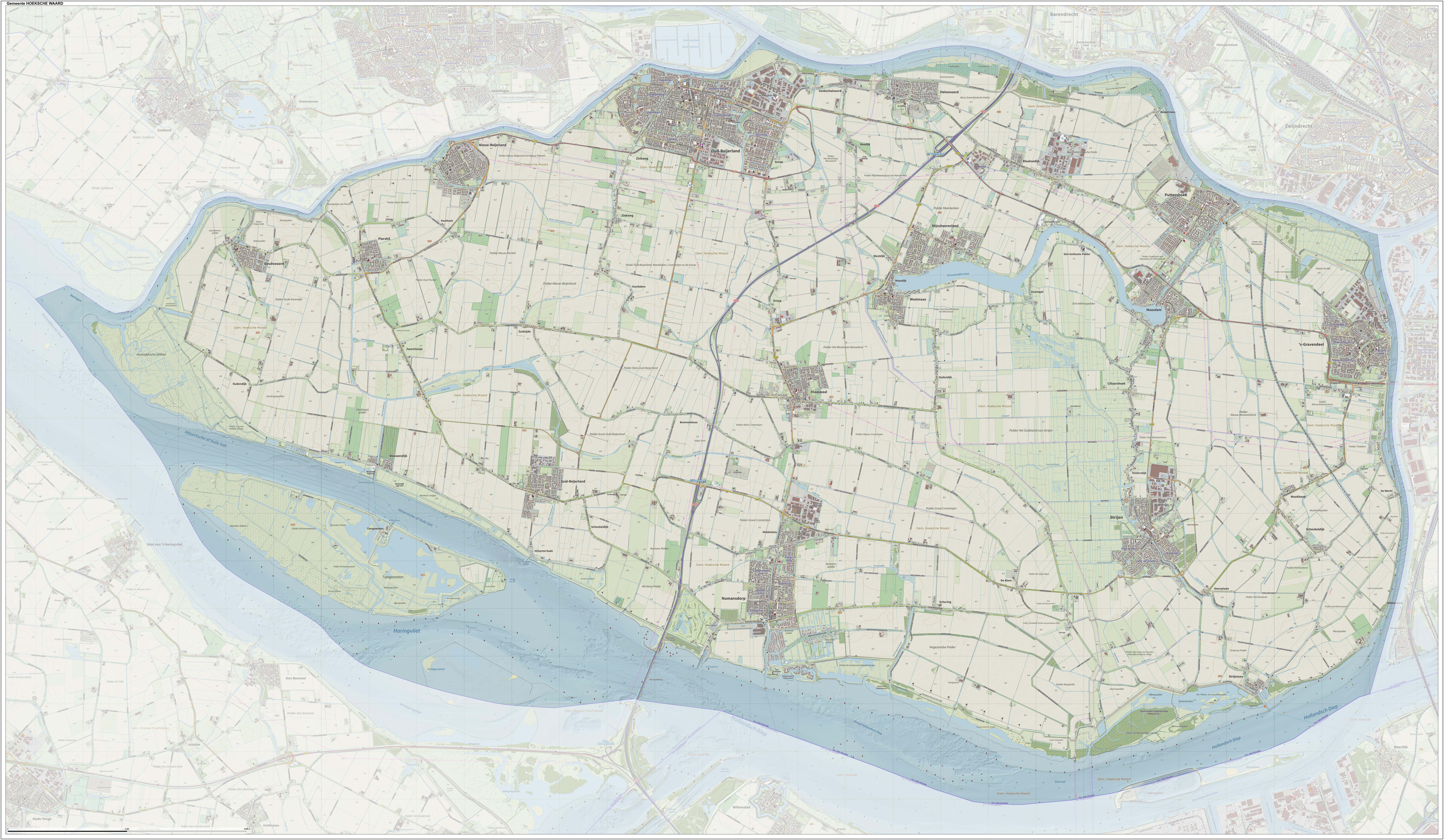
Topografische Karte der Gemeinde

Hoeksche Waard ist eine Gemeinde in der niederländischen Provinz Südholland. Sie entstand zum 1. Januar 2019 aus dem Zusammenschluss der Kommunen Binnenmaas, Cromstrijen, Korendijk, Oud-Beijerland sowie Strijen.

## Geografie
Die Gemeinde liegt auf der gleichnamigen Insel im Südwesten der Niederlande. Südlich von ihr liegt die Provinz Nordbrabant. In allen Himmelsrichtungen wird die Gemeinde durch natürliche Gemeindegrenzen, jeweils durch einen Fluss, abgetrennt. So grenzt sie im Norden an die Oude Maas, im Osten an die Dordtsche Kil, im Süden an das Hollands Diep und im Westen an das Spui.

### Nachbargemeinden
|            | Albrandswaard Barendrecht                   | Zwijndrecht |
| Nissewaard | Kompassrose, die auf Nachbargemeinden zeigt | Dordrecht   |
|            | Goeree-Overflakkee Moerdijk                 |             |

## Bilder

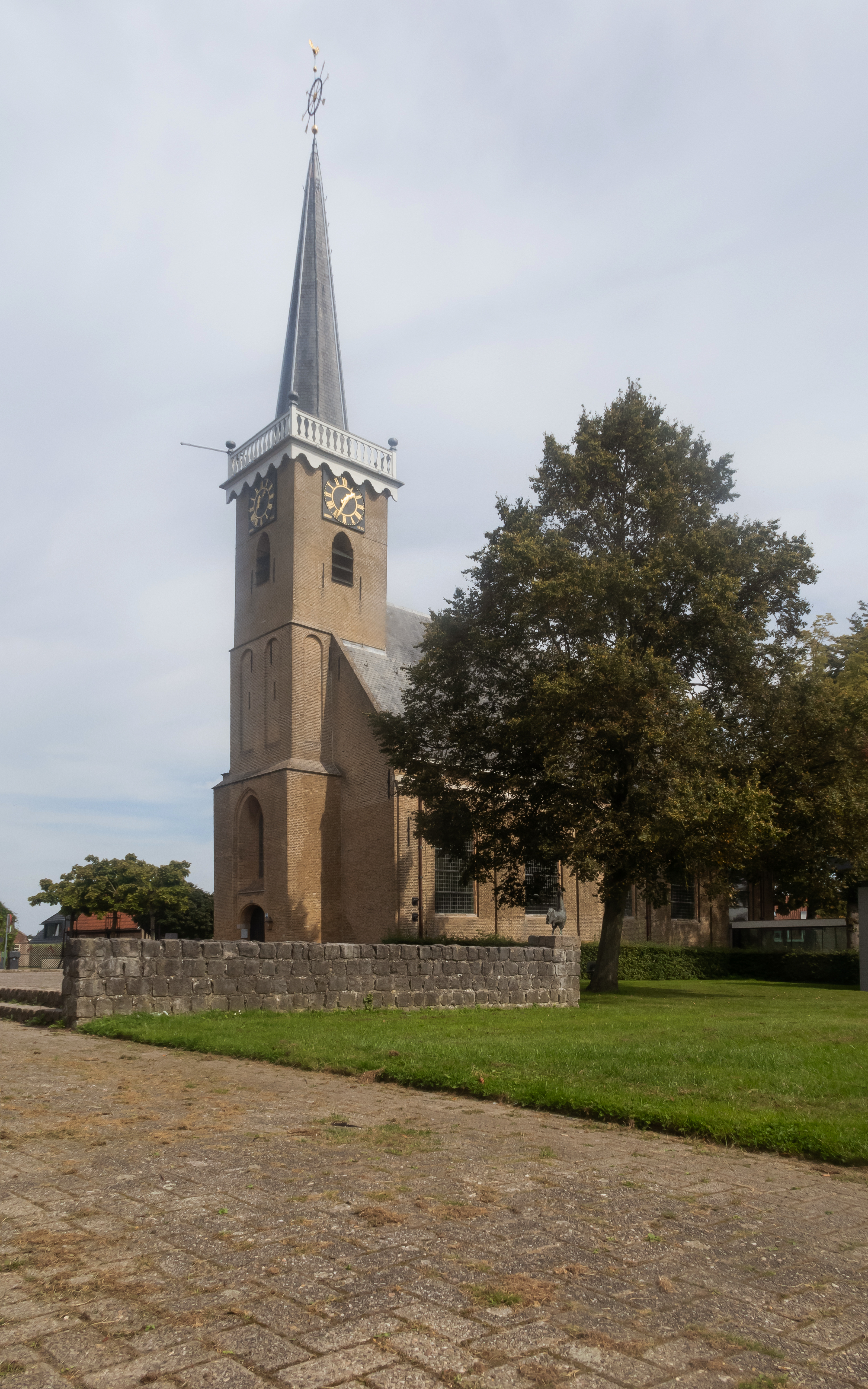
Westmaas, reformierte Kirche
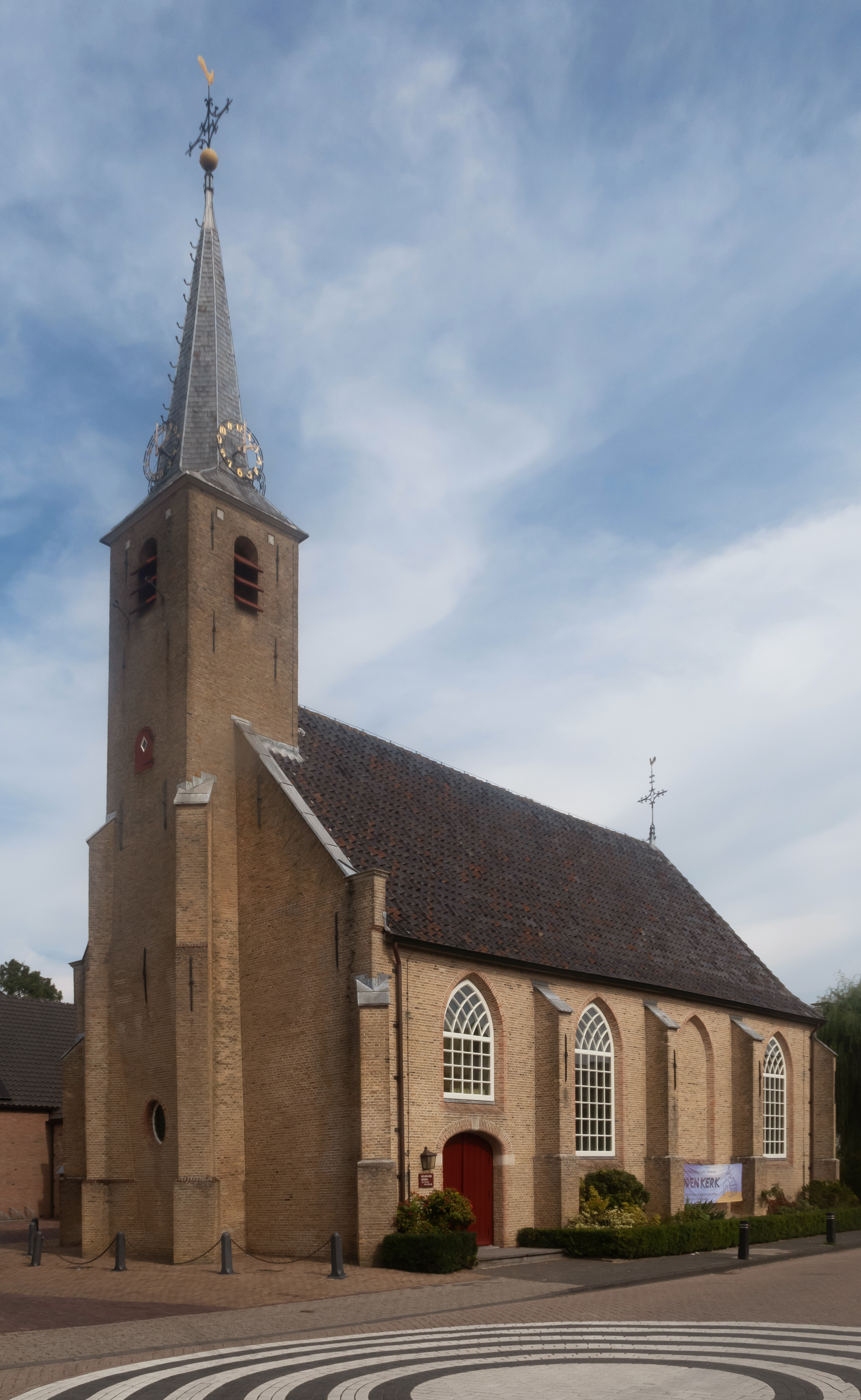
Klaaswaal, reformierte Kirche
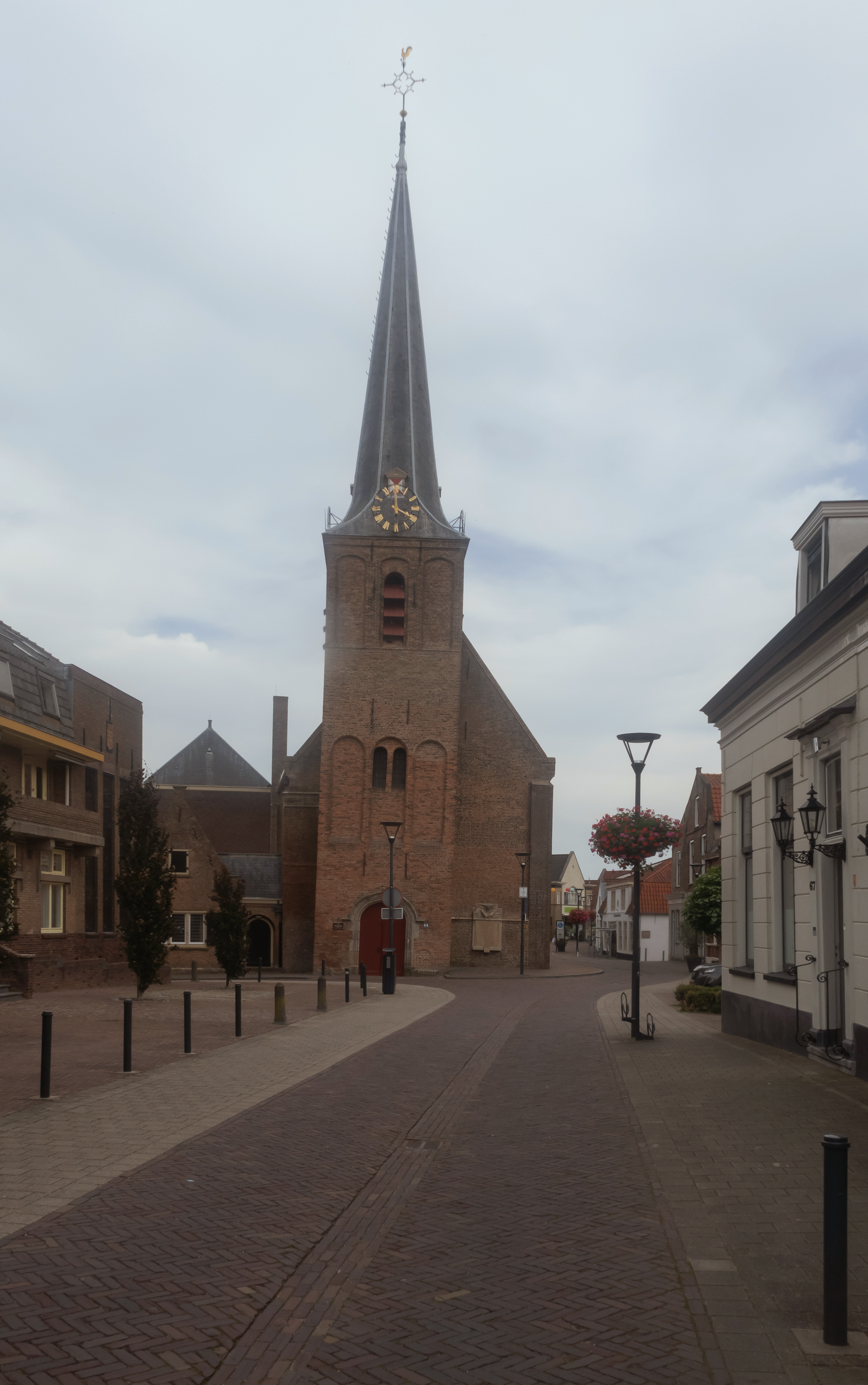
Strijen, Kirche: die Grote- oder Sint Lambertuskerk
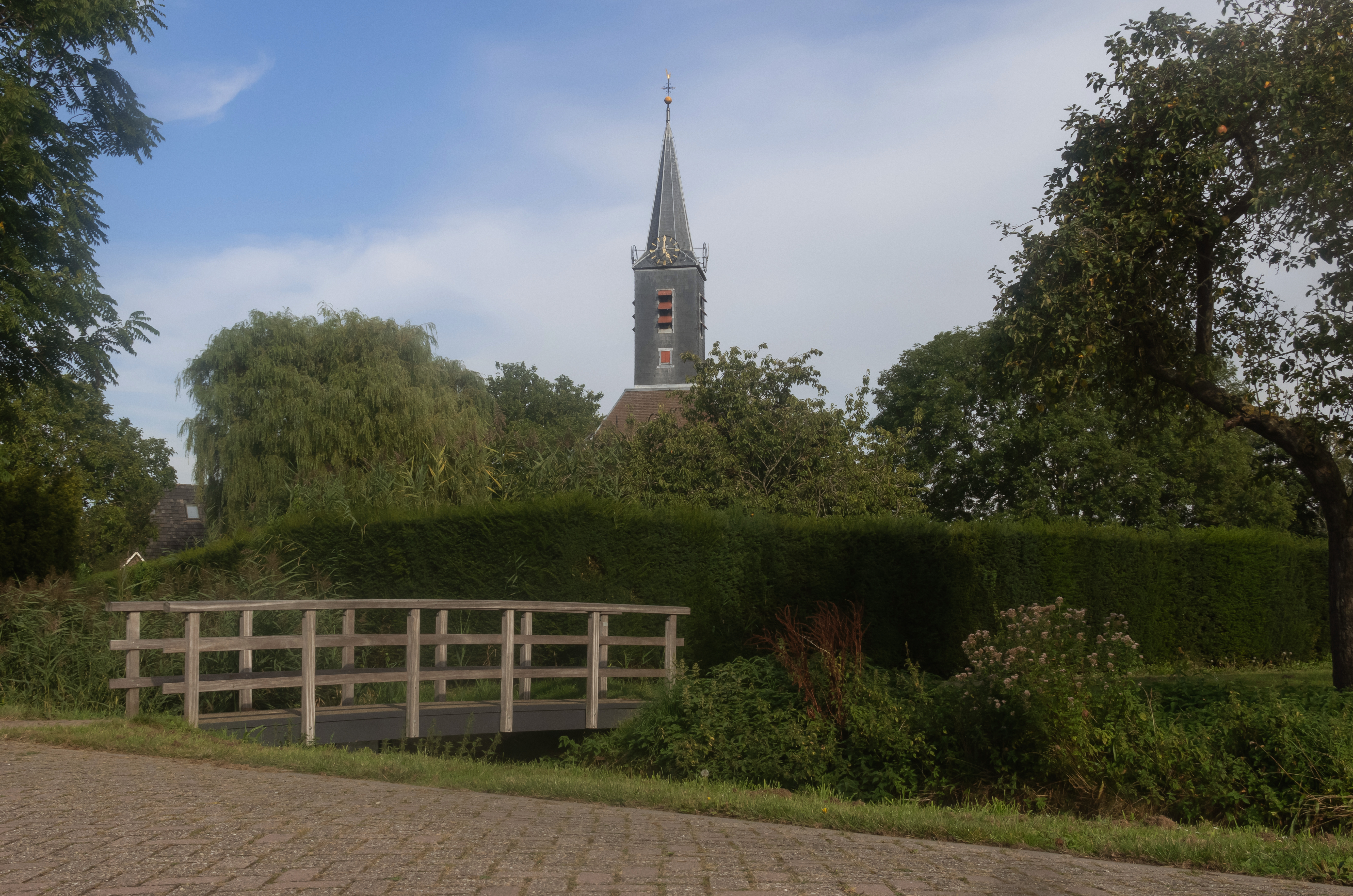
Maasdam, die Kirche
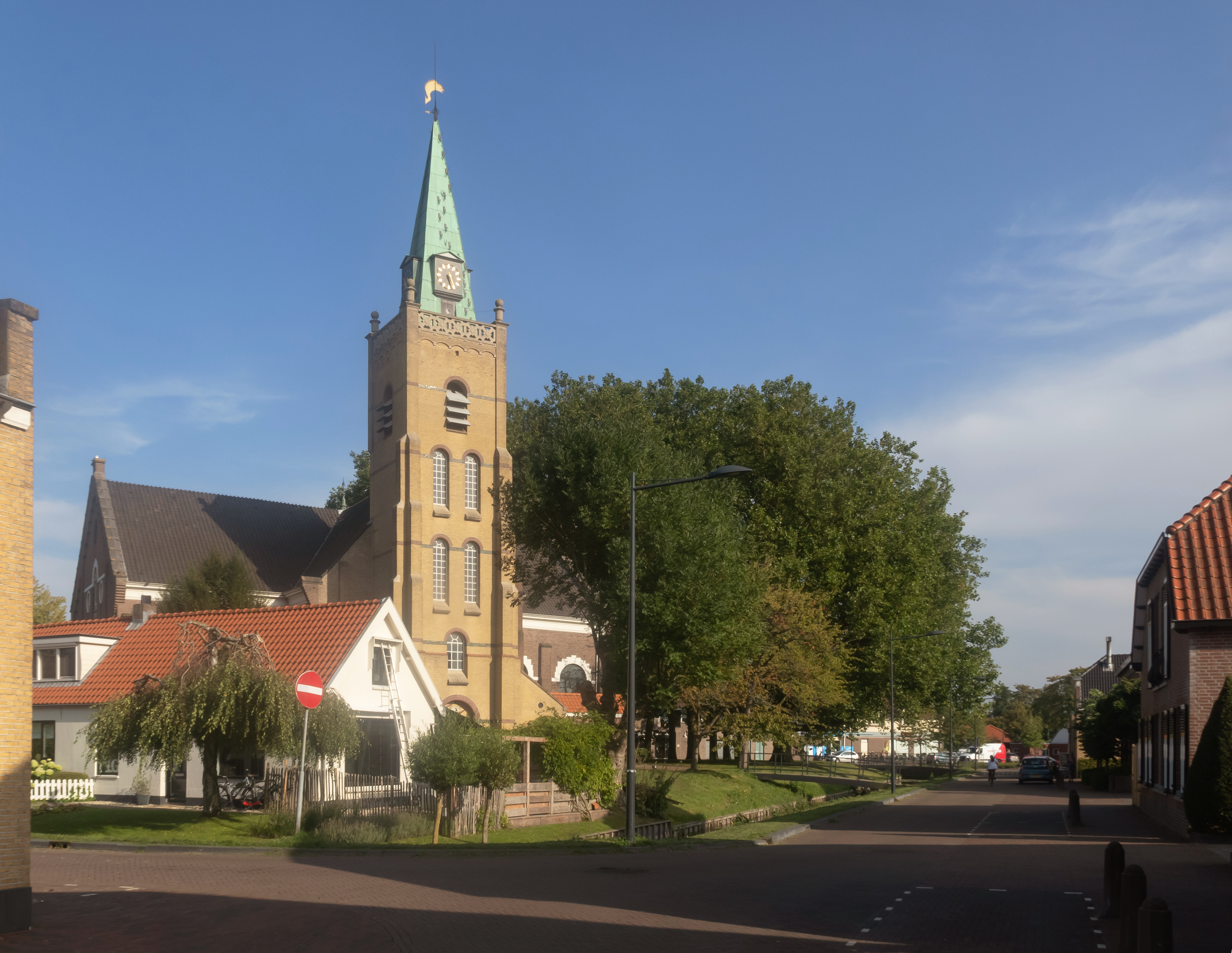
's-Gravendeel, Kirche: die Kerk op de Heul
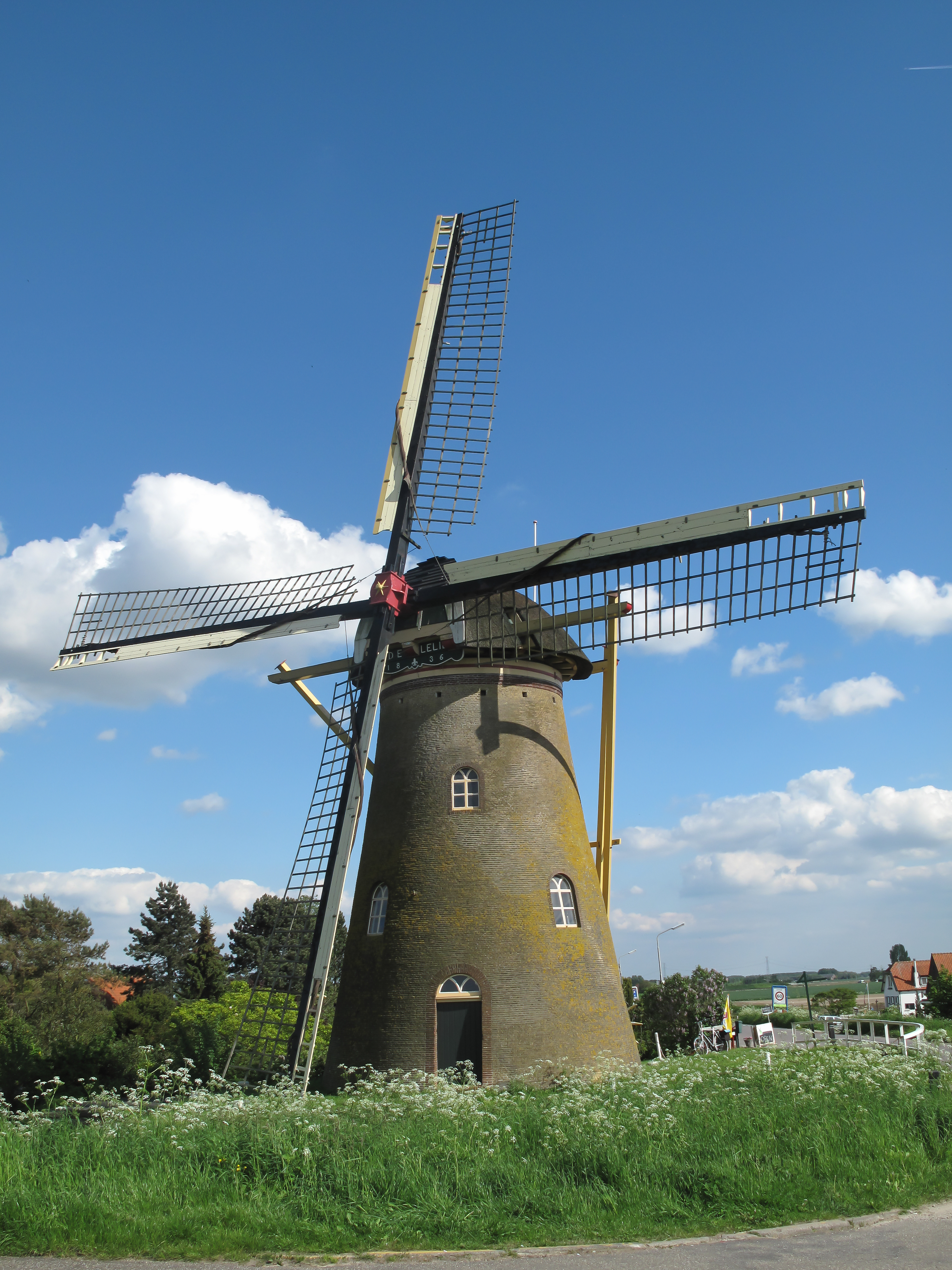
Puttershoek, Mühle: korenmolen de Lelie
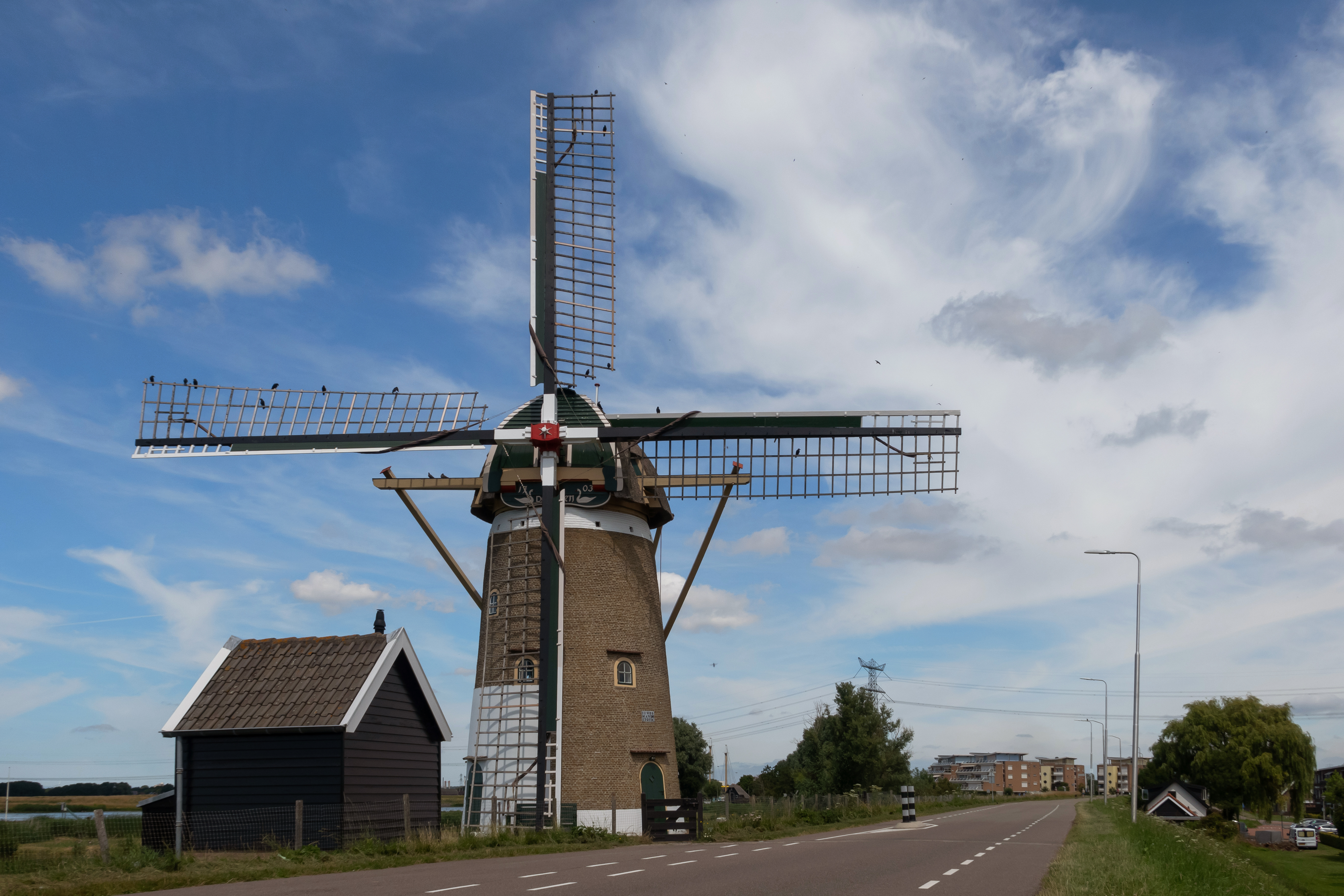
Nieuw Beijerland, Mühle: windmolen de Swaan

## Politik
Bei der ersten Kommunalwahl der Gemeindegeschichte waren die nationalen Parteien CDA, ChristenUnie, D66, GroenLinks, PvdA, SGP und VVD sowie die lokalen Wählergruppen Cromstrijen ’98 Hoeksche Waard, Hart Voor Alle Kernen, Hoeksche Waardse Senioren Partij, Lokalen Hoeksche Waard, Onafhankelijk Hoeksche Waard und Progressief Hoeksche Waard vertreten. Die Christdemokraten konnten sich mit einem Vorsprung von 1095 Stimmen als Wahlsieger durchsetzen.

### Gemeinderat
Der Gemeinderat umfasst 37 Sitze. Diese sind wie folgt verteilt:
| Partei                           | Sitze | Sitze |
| Partei                           | 2018  | 2022  |
| -------------------------------- | ----- | ----- |
| CDA                              | 8     | 6     |
| Lokalen Hoeksche Waard           | 6     | 5     |
| SGP                              | 6     | 5     |
| VVD                              | 4     | 5     |
| VoorWaards Hoeksche Waard        | –     | 4     |
| ChristenUnie                     | 2     | 2     |
| PvdA                             | 2     | 2     |
| GroenLinks                       | 3     | 2     |
| Constructief Hoeksche Waard a    | 1     | 2     |
| D66                              | 3     | 2     |
| BurgerBelangen Hoeksche Waard    | –     | 1     |
| Waardig Ouder Worden             | –     | 1     |
| Hoeksche Waardse Senioren Partij | 2     | –     |
| Gesamt                           | 37    | 37    |

Anmerkungen

### College van B&W
Um in der Legislaturperiode von 2022 bis 2026 eine regierungsbildende Mehrheit zustande zu bringen, haben sich die Wählergruppen CDA, Lokalen Hoeksche Waard, SGP und VVD zu einer Koalition vereint. Im Juni 2024 verließ die VVD die Koalition, woraufhin sich die ChristenUnie und D66 der Koalition anschlossen. Das neue College van B&W wurde am 11. Juli 2024 vereidigt. Folgende Personen gehören zum College van B&W und verwalten folgende Ressorts:
| Funktion         | Name                            | Partei                 | Ressort | Anmerkung                                       |
| ---------------- | ------------------------------- | ---------------------- | --- | ----------------------------------------------- |
| Bürgermeister    | Erik van Heijningen             | VVD                    | öffentliche Ordnung und Sicherheit, Ordnungsamt und Gemeindegesetz, Zusammenarbeit anderer Behörden, Verwaltung und Integrität, Personal und Organisation, Koordination Asylpolitik | kommissarisch; seit dem 13. Oktober 2023 im Amt |
| Beigeordnete     | Paul Boogaard                   | CDA                    | Wirtschaft, Gebietsmarketing, Erholung und Tourismus, Landwirtschaft, Kontrolle, Informationsmanagement, Sport(einrichtungen), Einbürgerungsgesetz, Kommunikation, Public Affairs   | erster Stellvertreter des Bürgermeisters        |
| Beigeordnete     | Harry van Waveren               | Lokalen Hoeksche Waard | Mobilität, öffentlicher Raum, Wasser und Natur, Immobilien und Einrichtungspolitik, Juristisches, Kulturhaus                                                                        | zweiter Stellvertreter des Bürgermeisters       |
| Beigeordnete     | Adriaan van der Wulp            | SGP                    | Finanzen, Raumordnung und Umwelt, Wohnen, Unterbringung der Neueinwohner, Umweltgesetz, Grundstücksangelegenheiten, Stadtwerke/Aktionäre                                            | dritter Stellvertreter des Bürgermeisters       |
| Beigeordnete     | Huibert Steen                   | ChristenUnie           | Soziales, Arbeitsmarktregion, öffentlicher Raum (Grün), Abfallpolitik, Schülertransport, Tierwohl                                                                                   | vierter Stellvertreter des Bürgermeisters       |
| Beigeordnete     | Miranda den Tuinder-van Meteren | D66                    | Bildung, Kultur, Erbgut, Denkmäler und Archäologie, Partizipation, Dienstleistung, Gebäudemanagement                                                                                | fünfte Stellvertreterin des Bürgermeisters      |
| Beigeordnete     | René Peters                     | CDA                    | Pflege, Volksgesundheit und Gesundheitswesen, Jugend und -pflege, Wohl | sechster Stellvertreter des Bürgermeisters      |
| Gemeindesekretär | Enno Koops                      | —                      | — | seit dem 16. November 2023 im Amt               |

### Sitz der Gemeinde

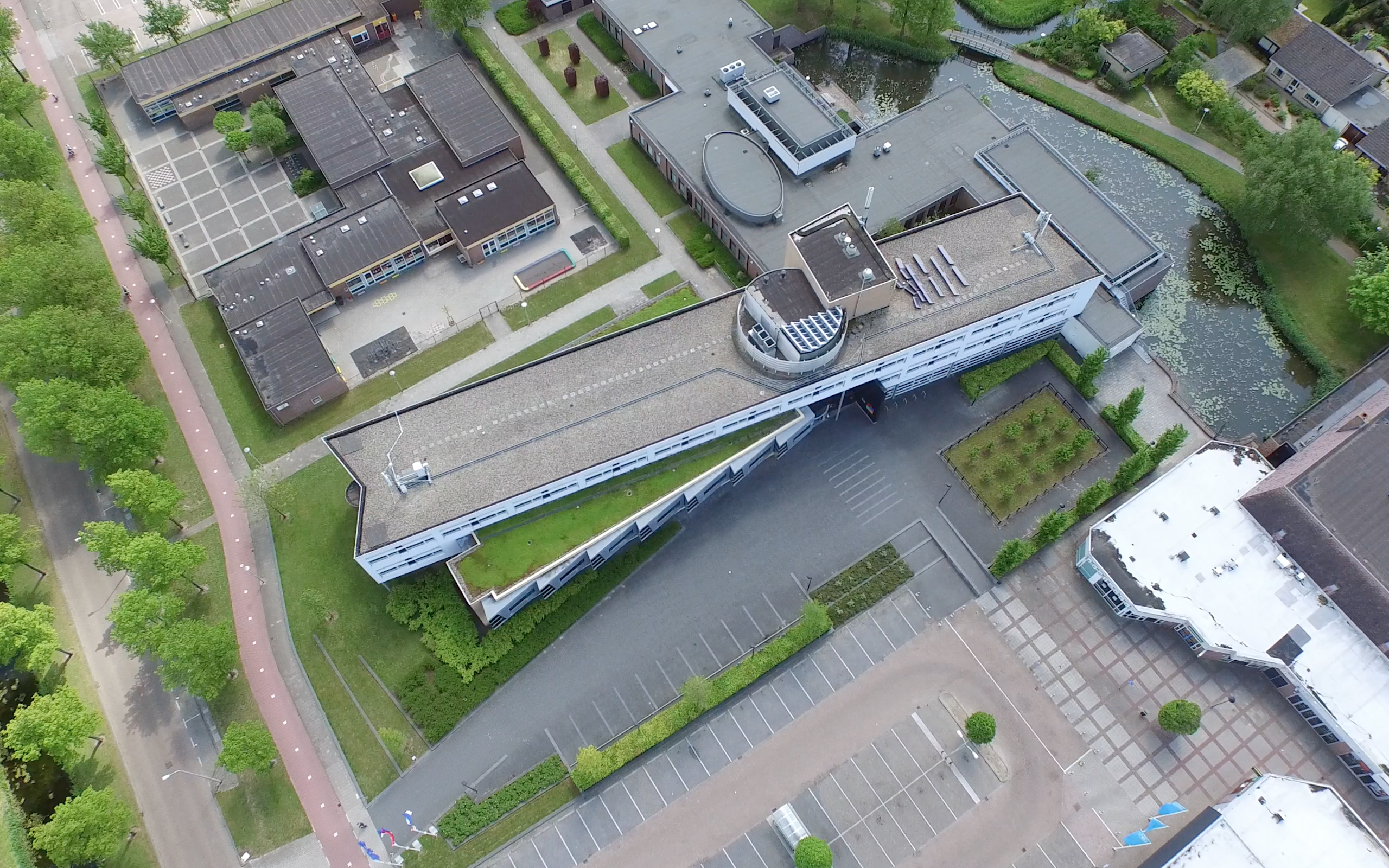
Luftbild des Rathauses in Oud-Beijerland

Bürgerzentren der Gemeinde, die sämtliche Dienstleistungen abdecken, befindet sich in den Rathäusern von Oud-Beijerland und Maasdam. In Ersterem tagt auch der Gemeinderat.